# Esaias von Pufendorf
Esaias (von) Pufendorf  (* 26. Juli 1628 in Dorfchemnitz; † 5. September 1689 in Regensburg) war Diplomat in schwedischen und dänischen Diensten.

## Leben
Pufendorf wurde als Kind des lutherischen Pfarrers Esaias Elias Pufendörfer und dessen Ehefrau Margarete, Tochter des Dippoldiswalder Tuchscherers Thomas Hickmann, in Dorfchemnitz (bei Stollberg/Erzg.) geboren. Er war ein Bruder des Philosophen Samuel Pufendorf.
Er besuchte 1639–1645 die Fürstenschule Grimma, anschließend Studium der Altertumswissenschaften und der Philosophie in Leipzig und Jena (1648 Magister).
Im Jahr 1657 oder 1658 (nicht genau bestimmbar) tritt Pufendorf in den Dienst der schwedischen Krone. Im Laufe seiner diplomatischen Karriere war an den Gesandtschaften in Dänemark, Holland, England, Ostpreußen und Frankreich tätig. 1663 heiratet er zunächst Anna Trotzig und nach deren Tod noch im gleichen Jahr Veronika Siems(en), mit der er fünf Kinder hatte. 1671 war Pufendorf Gesandter im niedersächsischen Kreis, in Wien (1671–1674) und in Sachsen (1675–1679). Von 1680 bis 1687 war er Kanzler der Herzogtümer Bremen und Verden. Nach Konflikten mit der schwedischen Regierung zeigte er schriftlich seinen Amtsverzicht an und floh ohne formelle Entlassung von seinem Dienstsitz in Stade nach Hamburg.
Nach seinem Ausscheiden trat Pufendorf 1688 in dänische Dienste und wurde als Gesandter für Dänemark an den Reichstag nach Regensburg entsandt, wo er am 5. September 1689 verstarb und auf dem Gesandtenfriedhof bei der Dreieinigkeitskirche begraben wurde. In der Inschrift der großen Grabplatte werden seine langjährigen Dienste für Schweden und sein eigenmächtiges Ausscheiden aus dem schwedischen Dienst erwähnt und begründet: „… dem König von Schweden, dessen Geschäfte er an vielen europäischen Höfen mit größter Treue und gleicher Rechtschaffenheit über 30 Jahre führte und als zuletzt schwere Ursache die alte Stellung zu kündigen zwang …“
Noch nach seinem Tode wurde Pufendorf im Oktober 1689 vom Svea hovrätt (Hofgericht) in Stockholm zum Tode verurteilt, wegen Landesverrats und da er seinen Dienstposten im Herzogtum Bremen und Verden verlassen hatte.
Aus der Ehe mit Veronica Siems(en) stammten u. a. die Kinder:
- N.N. ⚭ Baltzar Klinckow, geadelt als Klinckowström (* 20. März 1690), Hannoveraner Generalleutnant
- Eleonore (* 1674; † 15. Oktober 1723) ⚭ Jürgen (Georg) Heinrich von Sydow (* 1. Juni 1661; † 24. Juli 1725) Erbherr auf Blumberg, Eltern von Gustav Adolph von Sydow
- Beate Elisabeth ⚭ Bernhard Joachim von Sydow († 1742)
- Katharine Magarethe ⚭ Jürgen Johann von Wrangel (* 26. Dezember 1672; † 6. Juni 1746), Kommandant von Verden

## Ehrungen
Bereits während seines Aufenthaltes in England (1663) wurde er von König Karl II von Großbritannien zum Ritter geschlagen und durfte deshalb den Titel Eques auratus (goldener Ritter) führen, der auch auf seinem Grabstein genannt ist.
1673 erfolgt dann die Nobilitierung in England und Schweden.